# Maria Himmelfahrt (Ilanz)

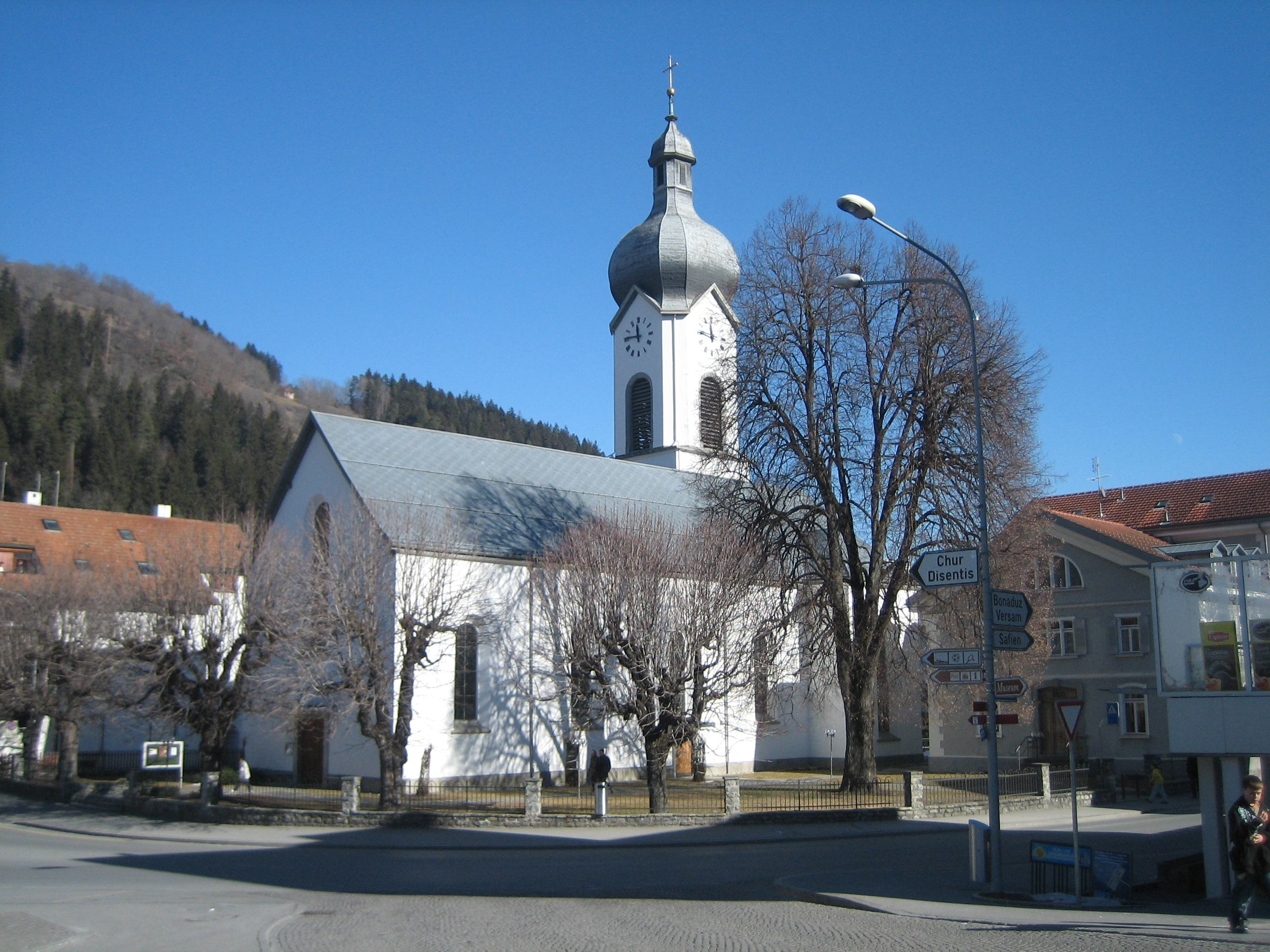
Maria Himmelfahrt, Ilanz

Die Kirche Maria Himmelfahrt ist die römisch-katholische Pfarrkirche von Ilanz in der Region Surselva des Schweizer Kantons Graubünden.

## Geschichte
In der zweiten Hälfte des 19. Jahrhunderts wuchs die Zahl der Katholiken so sehr, dass an ein eigenes Kirchengebäude gedacht werden musste. 1877 bis 1879 wurde die Kirche Maria Himmelfahrt ausserhalb der Mauern des «Städtlis» als Teil der wachsenden «Neustadt» erbaut.
Um mehr Platz für die weiter steigende Zahl an Katholiken zu schaffen, wurde das Langhaus der Kirche 1954 um ein Joch verlängert. Bei dieser Gelegenheit wurde die Kirche renoviert und neu ausgestattet. Zu diesem Zweck wurden in anderen Kirchen nicht mehr benötigte oder gewollte Barockaltäre erworben: Die beiden Seitenaltäre standen ursprünglich in der Kirche des Klosters Müstair. Der Hauptaltar stammt aus der Kirche in Rueun und der Tabernakel kam aus Siat. 

## Beschreibung

### Äusseres
Das Kirchengebäude besteht aus einem einschiffigen Kirchensaal mit vier Fensterachsen und einem Satteldach, einem Chor mit Fünfachtelschluss und einem an den Chor angebauten Kirchturm mit von einer Laterne bekrönten Zwiebelhaube.

### Ausstattung
Das Kirchenschiff mit einer flachen Holzdecke wird von je vier Rundbogenfenstern mit klarer Verglasung auf beiden Seiten belichtet. Der Chor wird von einem Gewölbe überdeckt. Bei der Renovierung und Erweiterung der Kirche wurde diese mit wertvollen Barockteilen ausgestattet.
- Der Hochaltar (1633 geschaffen, 1746 restauriert) stammt aus der Kirche von Rueun und zeigt im Altar die zum Himmel auffahrende Mutter Gottes. Er wurde 1954 ergänzt mit einem Tabernakel von 1693.
- Die barocken Seitenaltäre aus dem Jahr 1744 stammen aus dem Kloster St. Johann in Müstair. Das Altarbild des rechten Altars zeigt den Tod des heiligen Benedikt – Müstair war und ist ein Kloster der Benediktinerinnen. Das Bild des linken Seitenaltars zeigt den Märtyrertod des heiligen Stephanus.
- Die Bilder der 14 Kreuzwegstationen wurden 1958 in Rom erworben.

## Orgel
Auf der Empore im hinteren Teil der Kirche befindet sich die Orgel, die 2001 von der Firma Orgelbau Kuhn (Männedorf) gebaut wurde. Sie verfügt über 26 Register auf zwei Manualen und Pedal.

## Glocken
Im Turm hängt ein vierstimmiges Glockengeläut, das 1879 von der Glockengiesserei Theus in Felsberg gegossen wurde.
| Glocke | Durchmesser | Gewicht | Schlagton |
| ------ | ----------- | ------- | --------- |
| 1      | 1630 mm     | 3104 kg | h°        |
| 2      | 1350 mm     | 1555 kg | des′      |
| 3      | 1080 mm     | 0923 kg | fis′      |
| 4      | 0805 mm     | 0388 kg | h′        |